# Apiocera elegans
Apiocera elegans är en tvåvingeart som beskrevs av Paramonov 1953. Apiocera elegans ingår i släktet Apiocera och familjen Apioceridae. Inga underarter finns listade i Catalogue of Life.